# Antonínova Výšina
Antonínova Výšina (németül: Antonienhöhe) Vojtanov településrésze Csehországban a Karlovy Vary-i kerület Chebi járásában. Központi községétől 3 km-re délre fekszik. A 2001-es népszámlálási adatok szerint 6 lakóháza és 4 lakosa van.

## Népesség
A település népessége az alábbiak szerint alakult:
| Lakosok száma |      |      | 21   |      | 32   |      |      | 3    | 4    | 6    |
|               | 1869 | 1890 | 1900 | 1921 | 1930 | 1961 | 1970 | 1991 | 2001 | 2021 |